# Necròpolis ibèrica del Corral de Saus
La necròpolis ibèrica del Corral de Saus (segles V-III aC) es localitza a Moixent (la Costera, País Valencià), a la partida de Garamoixent, a la finca del Corral de Saus. Va ser descoberta el 1971.
La necròpolis se situa al peu de la muntanya Castellet de Baix, en què va assentar-se un vilatge ibèric, actualment destruït en la seua totalitat. Entre els descobriments més destacats, es troben els de diverses tombes en què es van reutilitzar restes escultòriques com a material de construcció, com les restes de les Dametes, i de la Sirena. S'han identificat nombrosos fragments que inclouen un bust amb ulls ametllats i somriure arcaic, i que podria correspondre al bust de la sirena, i un bloc amb baix relleu d'un genet. També s'han trobat àmplies zones amb empedrat de còdols, carreus, blocs amb restes de decoració, i tombes protegides per petites pedres. Entre la ceràmica, destaquen fragments i peces amb decoració geomètrica i floral, zoomorfa amb aus, peixos, esfinxs, i humana.
Les troballes semblen indicar una fase final de la necròpolis corresponent al segle iii aC, en què es van reutilitzar materials arquitectònics i escultòrics d'època anterior. Els materials arquitectònics i escultòrics reutilitzats procedirien probablement d'un monument tipus pilar estela, que inclouria les Dametes en la rematada i es col·locaria la figura de la sirena, possiblement un túmul principesc del segle vi o V aC.